# Manade Thibaud
 (juin 2015).
La manade Thibaud frères est un élevage de taureaux de Camargue fondé en 1931 par Jean-Barthélemy Thibaud.

## Historique
Jean-Barthélemy Thibaud, originaire de Manduel, crée l'élevage en 1931. Il s'installe à Saliers, hameau d'Arles, mais plus proche de la commune gardoise de Saint-Gilles.

## Palmarès
La manade a élevé plusieurs cocardiers de renom, dont Lopez, Biòu d'or en 1958.